# Jang Ok-rim
Jang Ok-rim   (8 de febrer de 1948) va ser una jugadora de voleibol nord-coreana que va competir durant la dècada de 1970.
El 1972 va prendre part en els Jocs Olímpics de Múnic on guanyà la medalla de bronze en la competició de voleibol.